# Arthur St. John Adcock
Arthur St. John Adcock (17 januari 1864 – 9 juni 1930) was een Engelse romanschrijver en dichter, die zal blijven voortleven vanwege zijn ontdekking van de op dat moment nog onbekende dichter W.H. Davies. Gedurende een halve eeuw was Adcock een  Fleet Street-journalist en uitgever van het tijdschrift  The Bookman.

## Werken
- The Luck of Private Foster: A Romance of Love and War (1900)
- From a London Garden (1903)
- More Than Money (1903)
- The Shadow Song (1907)
- The World that Never Was. A London Fantasy (1908)
- Billicks (1909)
- Two to Nowhere (1911)
- Famous Houses and Literary Shrines of London (1912)
- The Booklover's London (1913)
- In the Firing Line (1914) (red. Oorlogsreportage)
- Australasia Triumphant! With The Australians And New Zealanders In The Great War On Land And Sea (1916)
- The Odd Volume (1917) (red., verhalen)
- For Remembrance. Soldier Poets who have Fallen in the War. With nineteen portraits (1918)
- The ANZAC Pilgrim's Progres: Ballads of Australia's Army (1918) (red. Lance-Corporal Cobber)
- Exit homo (1921)
- Gods of Modern Grub Street: Impressions of Contemporary Authors (1923)
- Robert Louis Stevenson: His Work and His Personality (1924) (red.)
- The Prince of Wales' African Book (1926)
- City Songs (1926) (poëziebloemlezing, red.)
- Wonderful London (1926/7) (red., 3 delen)
- The Glory that was Grub Street - Impressions of Contemporary Authors (1928)
- The Bookman Treasury of Living Poets (1928) (red.)
- Collected Poems of St. John Adcock (Hodder and Stoughton, 1929)
- London Memories (1931)
- A Book of Bohemians
- Admissions and Asides
- Modern Grub Street and other essays
- The Divine Tragedy